# 安塔纳斯·梅尔基斯

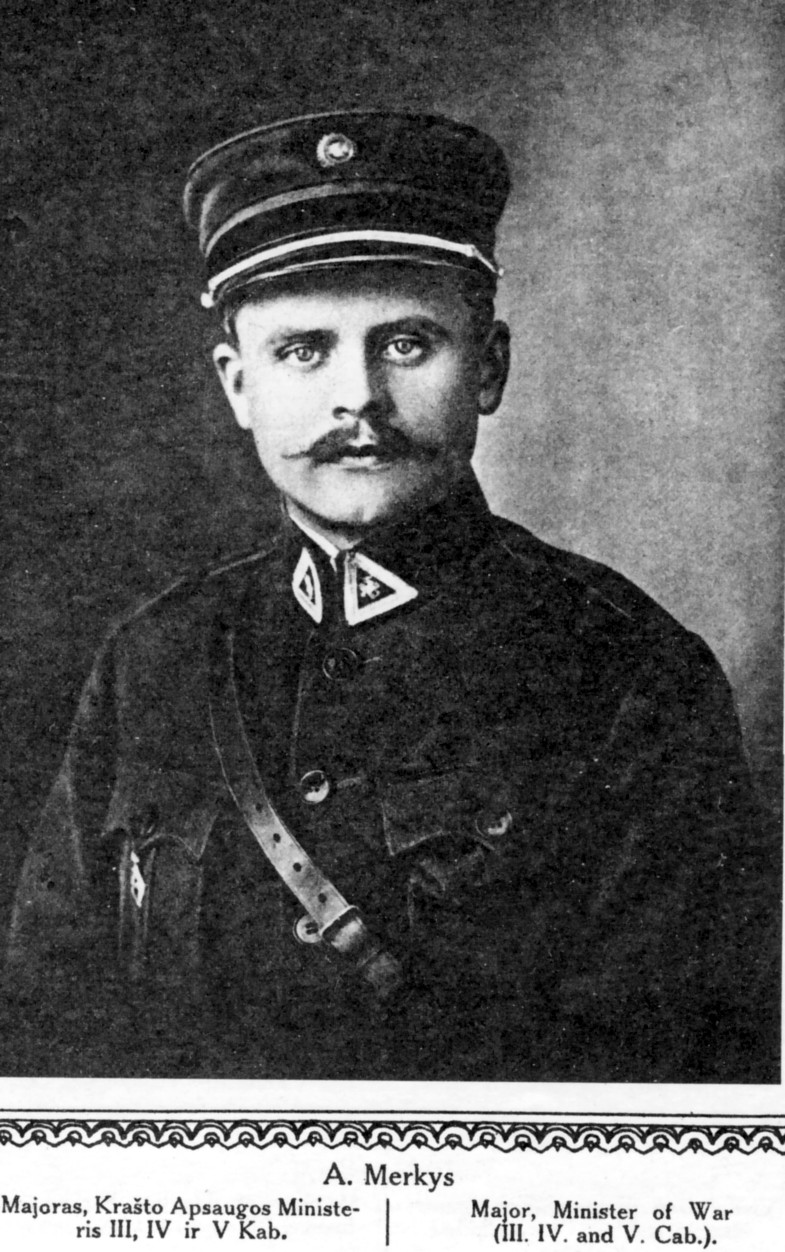
1921年的梅尔基斯

安塔纳斯·梅尔基斯（1887年2月1日—1955年3月5日）立陶宛政治家，1940年立陶宛并入苏联之前的最后一任总理。早年学习法律。第一次世界大战期间在俄军服役。1919年参加新独立的立陶宛军队。作为右翼的立陶宛民族主義聯盟成员，在1920年代4次任立陶宛国防部长，1927年—1932年任克萊佩達省长。1939年任总理。1940年苏联占领立陶宛后被送往苏联，1955年去世。